# ミマール・スィナン芸術大学
ミマール・スィナン芸術大学（トルコ語: Mimar Sinan Güzel Sanatlar Üniversitesi）は、トルコのイスタンブールにある国立の芸術大学である。
シンボルマークはフクロウである。

## 沿革
1882年、オスマン帝国の画家オスマン・ハムディ・ベイが開設した芸術学校（Sanayi-i Nefise Mektebi）を起源とする。
1914年には男女共学の学校となった。1928年にはトルコで最初の芸術アカデミー（Güzel Sanatlar Akademisi）となり、さらに1969年にはイスタンブール国立芸術大学（İstanbul Devlet Güzel Sanatlar Akademisi）に改組された。
1982年7月30日には、オスマン帝国の建築家ミマール・スィナンにちなみ、ミマール・スィナン大学（Mimar Sinan Üniversitesi）へ改称され、最終的に2003年に現在のミマール・スィナン芸術大学へと改称された。

## キャンパス
キャンパスは新市街のフンドゥクル地区 (Fındıklı) のボスポラス海峡海岸に面している。